# Klasztor Franciszkanów w Kłodzku
Klasztor Franciszkanów w Kłodzku – barokowy budynek wzniesiony przez franciszkanów w roku 1731 obok kościoła Matki Bożej Różańcowej. Klasztor położony jest w centrum wyspy Piasek, przy pl. Franciszkańskim 1.

## Historia
Wznoszenie klasztoru rozpoczęto w roku 1678. Budowa trwała stosunkowo długo, bo aż do roku 1731. Wielka powódź w 1783 r. zalała cały teren i zatopiła niższe partie murów kościoła oraz klasztoru do wysokości pierwszego piętra. Remont uszkodzonych w powodzi fundamentów i murów pochłonął znaczne środki finansowe i był kłopotliwy, zakończono go dopiero w roku 1800. W roku 1810 zakonnicy zostali usunięci z klasztoru na mocy dekretu o sekularyzacji, a sam budynek stał opuszczony do roku 1820, kiedy to urządzono w nim szpital wojskowy. Sytuacja taka miała miejsce do zakończenia II wojny światowej. W 1945 roku do klasztoru powrócili franciszkanie ze śląskiej prowincji św. Jadwigi we Wrocławiu. Budynek został odnowiony w latach 1974–1975, w roku 1993 otrzymał nowe elewacje, a w latach 2014–2016 nastąpiła całkowita wymiana pokrycia dachu kościelnego i klasztornego.

Decyzją wojewódzkiego konserwatora zabytków z dnia 25 maja 1964 roku klasztor został wpisany do rejestru zabytków.

## Architektura
Budowla jest ulokowana na południe od kościoła Matki Bożej Różańcowej, w jego bezpośrednim sąsiedztwie. Klasztor został wzniesiony na planie podkowy, wokół wewnętrznego wirydarza. Zachodnie skrzydło jest nieco wydłużone i od południa flankowane cylindrycznymi basztami. Bryła posiada trzy kondygnacje i jest nakryta dachami dwuspadowymi, we wnętrzach są sklepienia klasztorne i kolebkowe. Najciekawszym pomieszczeniem klasztoru jest duży refektarz o wymiarach 10 × 18 m, przekryty sklepieniem nieckowym, na którym zachowały się freski z 1744 roku, wykonane przez Feliksa Antoniego Schefflera, przedstawiające apoteozę zakonu. W klasztornej kaplicy jest gotycka rzeźba Madonny, pochodząca z około 1500 roku.

## Galeria

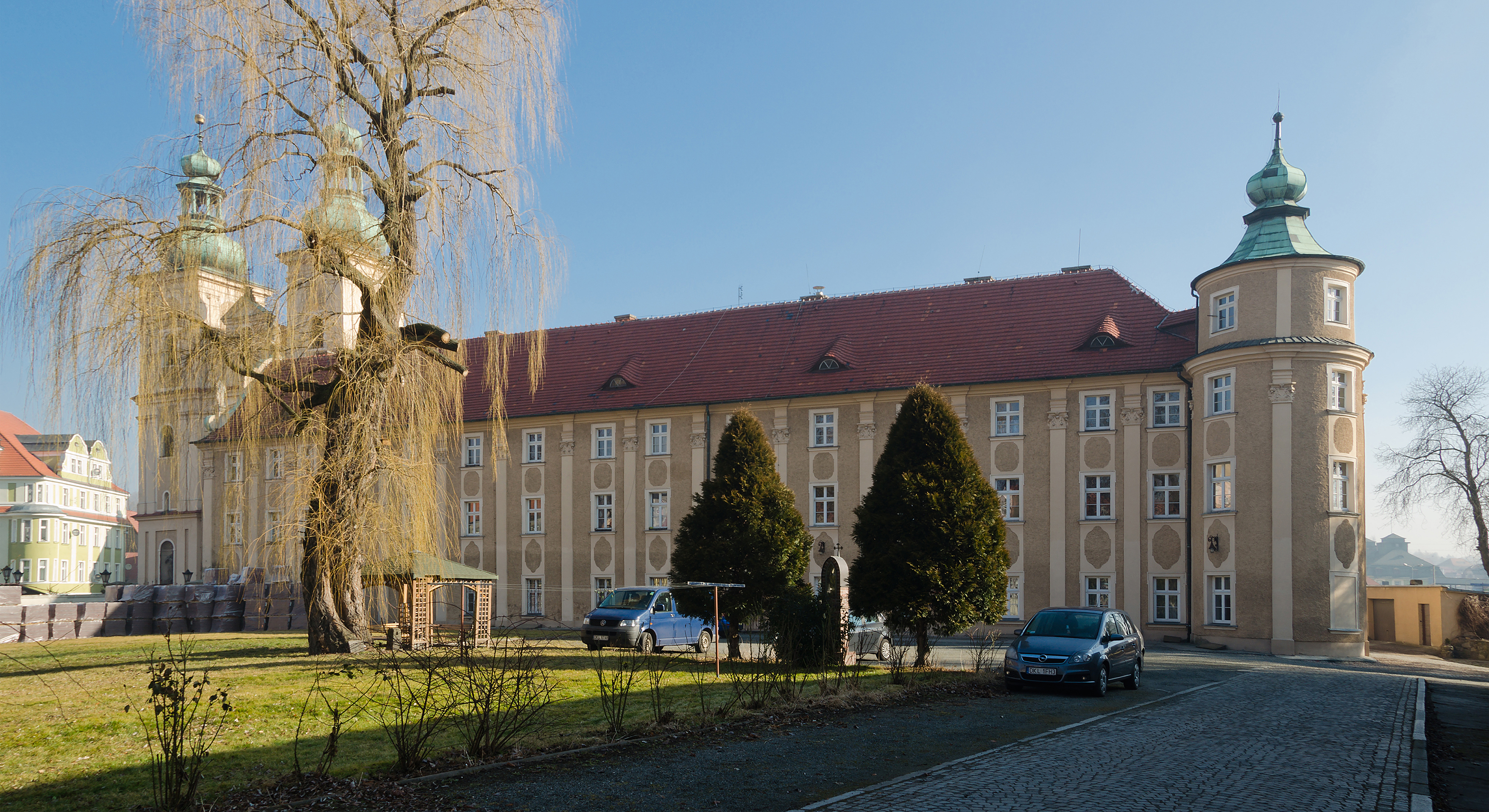
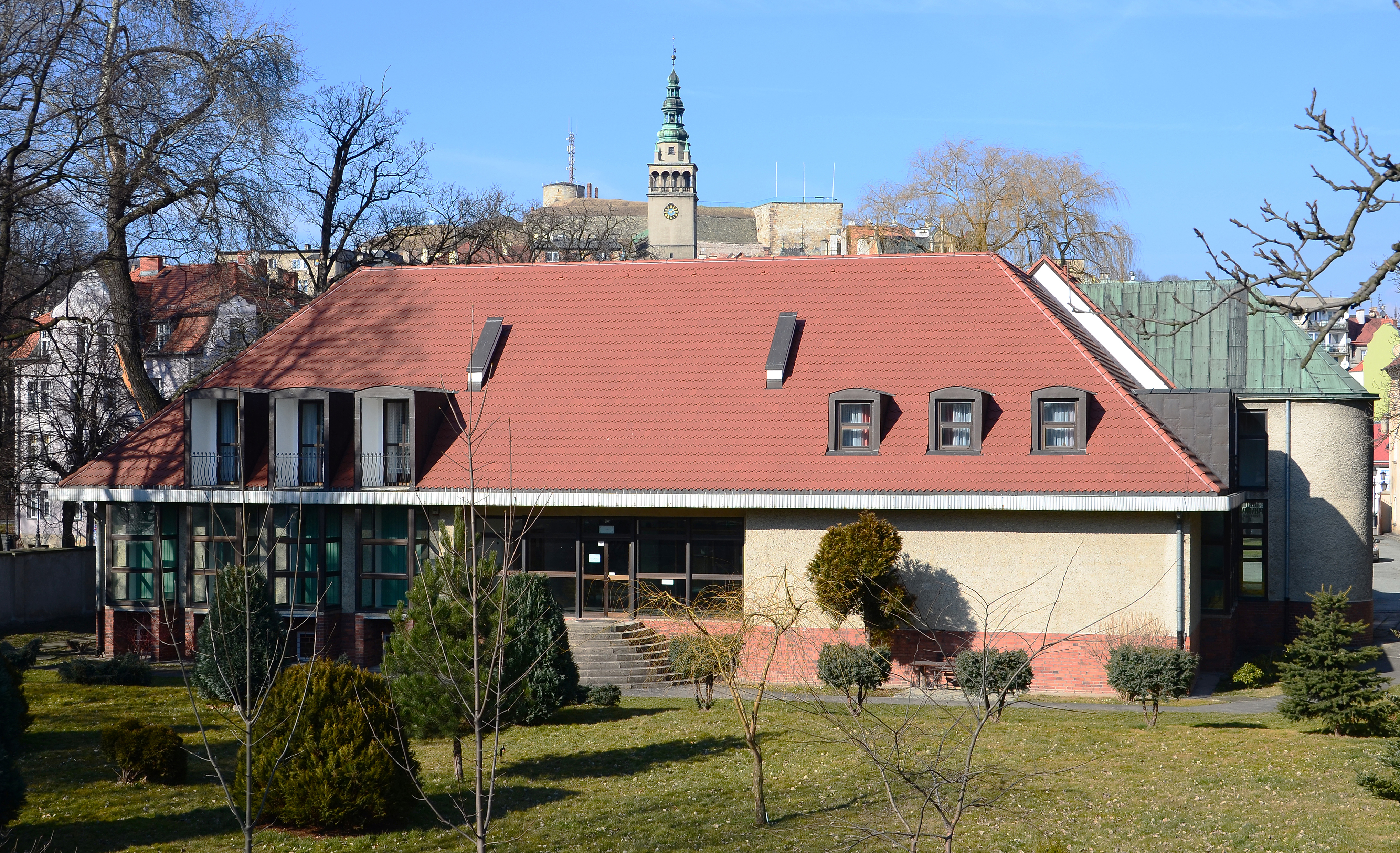
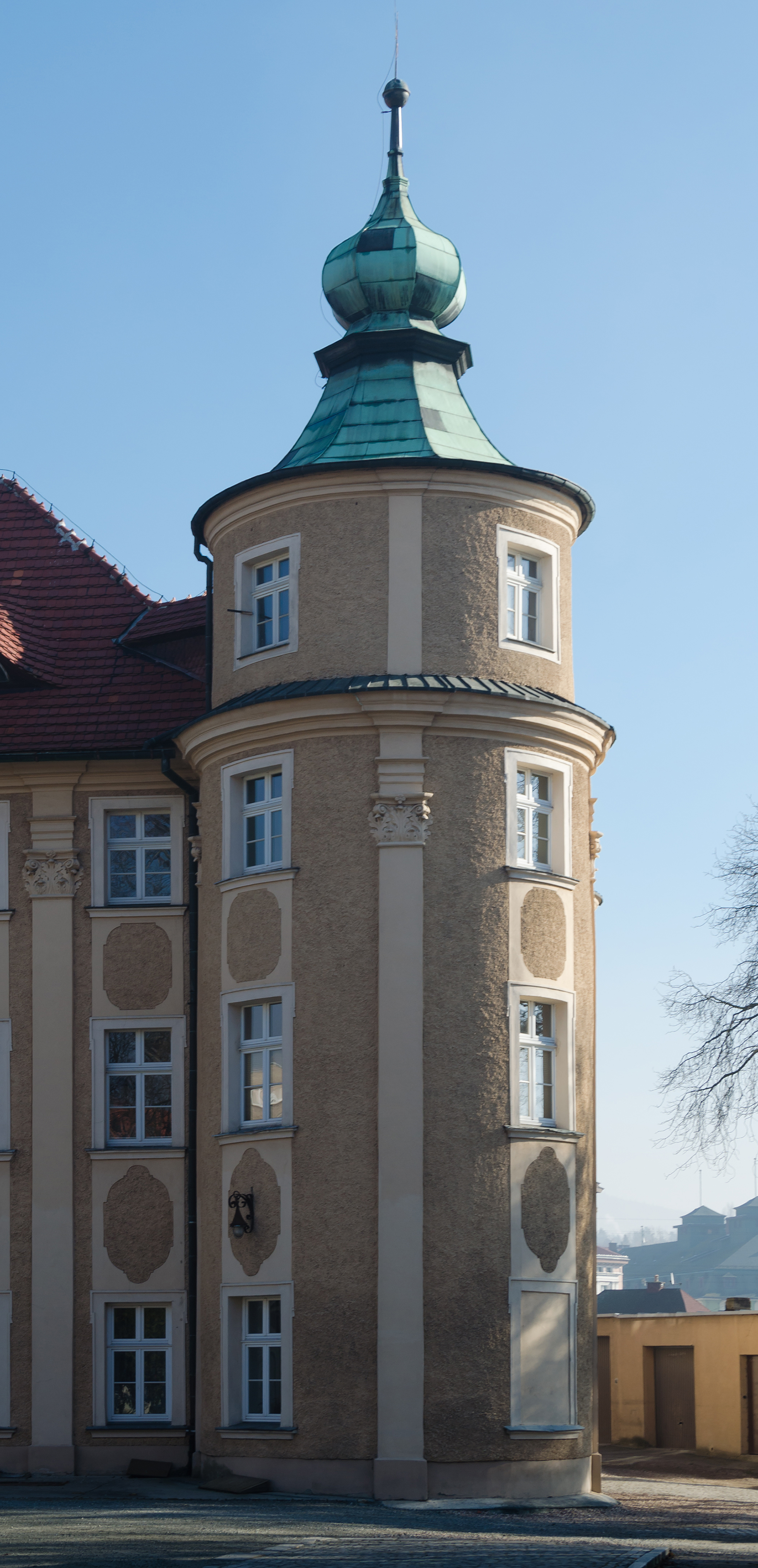
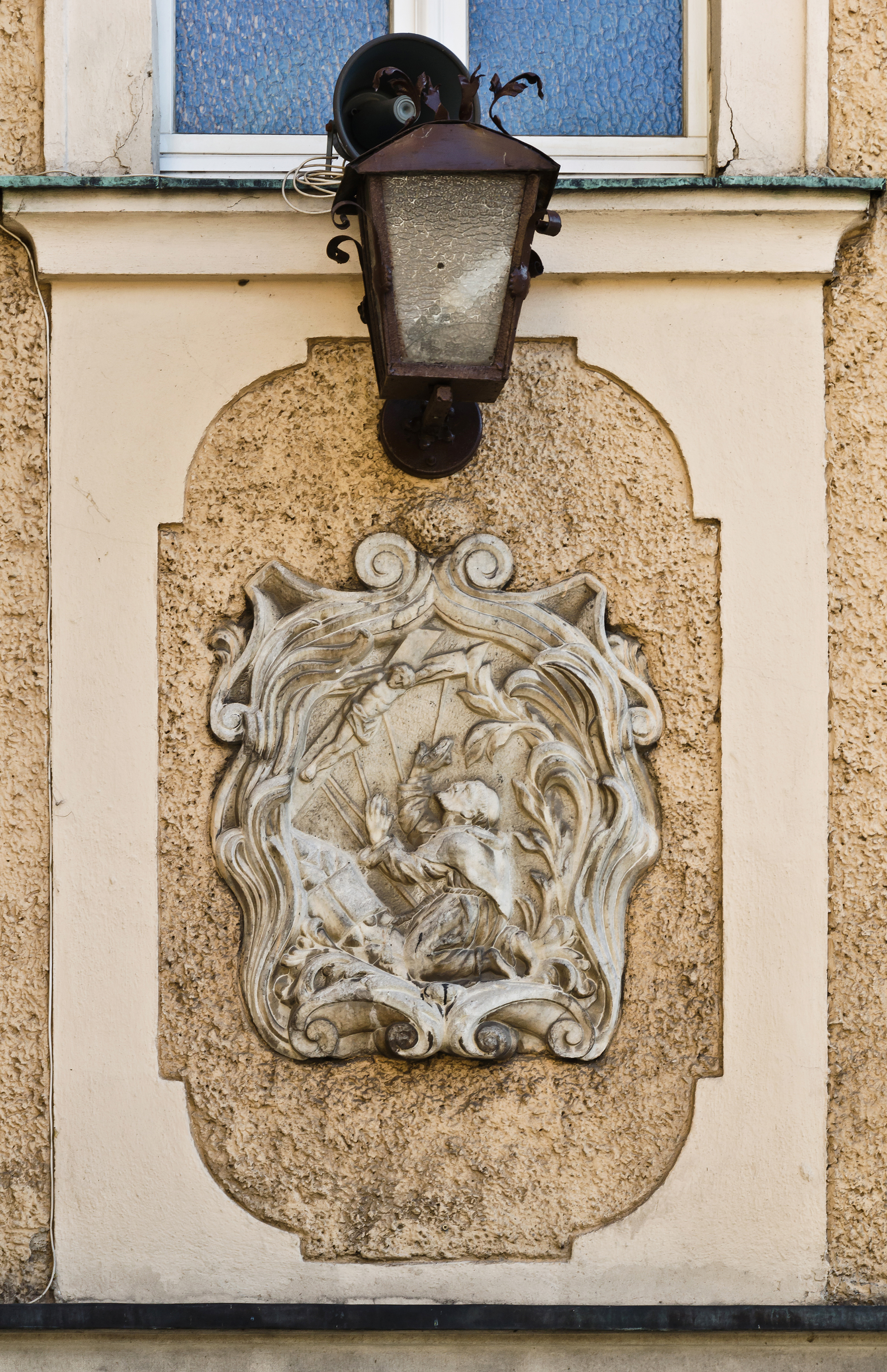
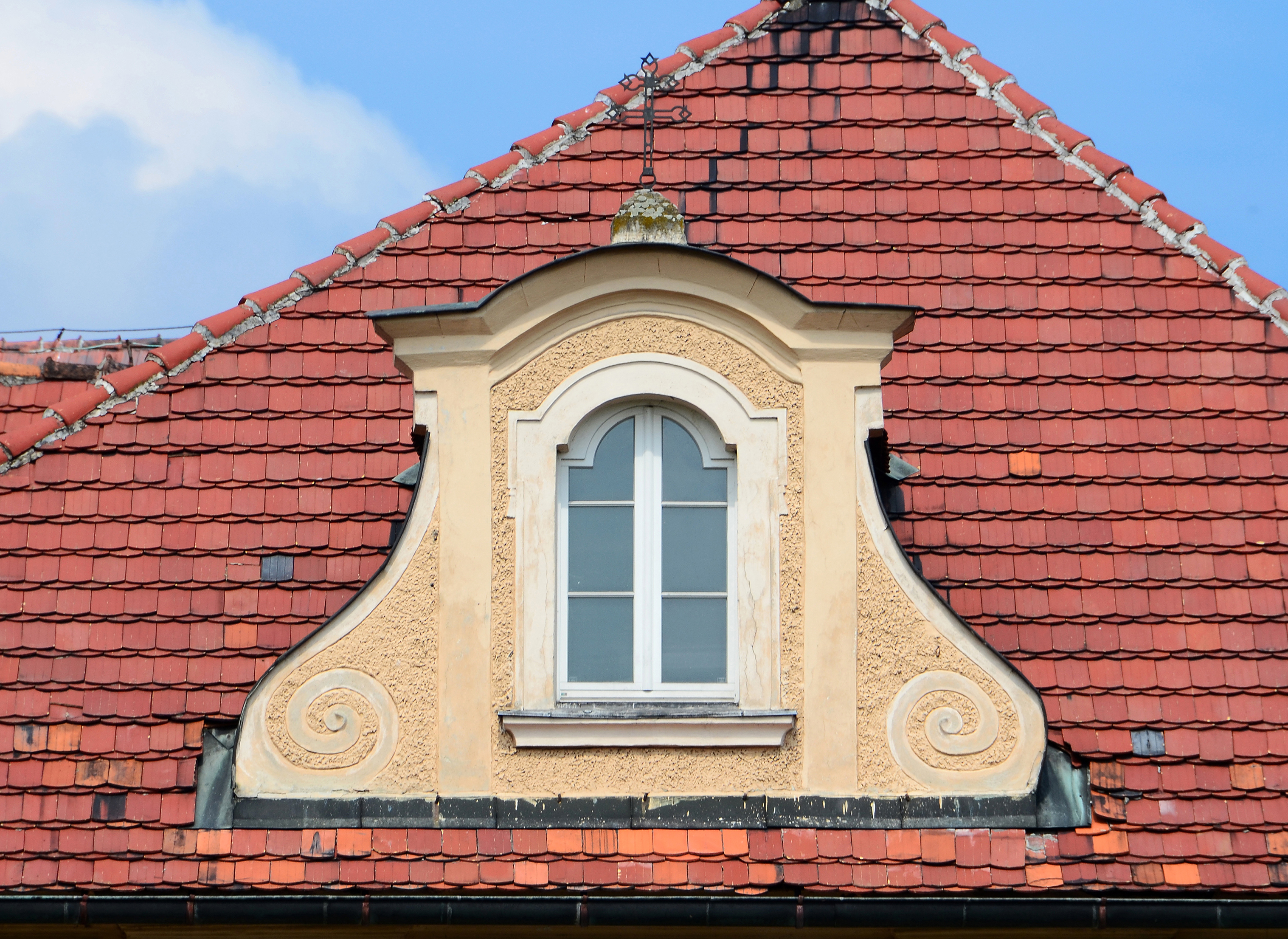
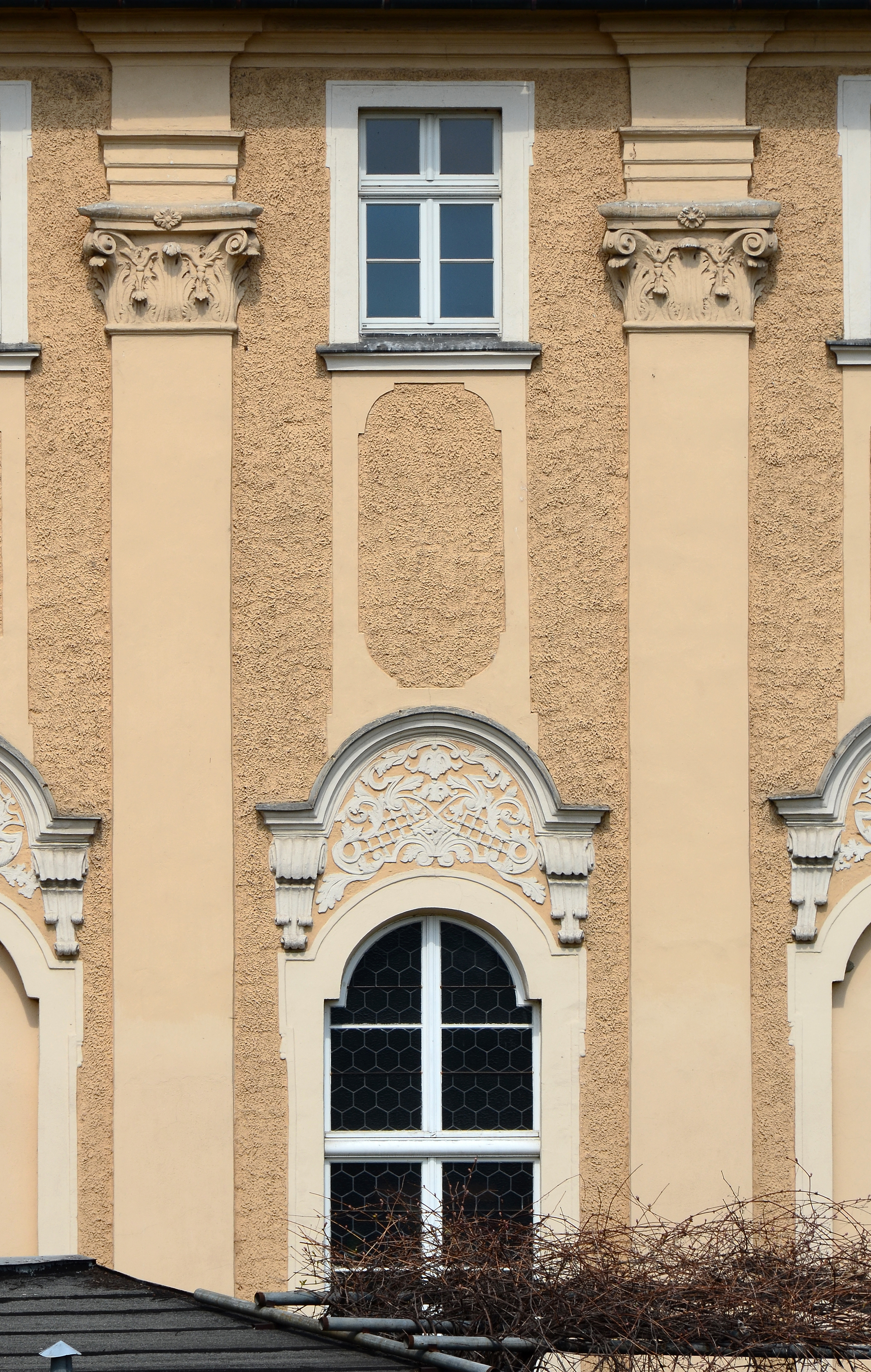
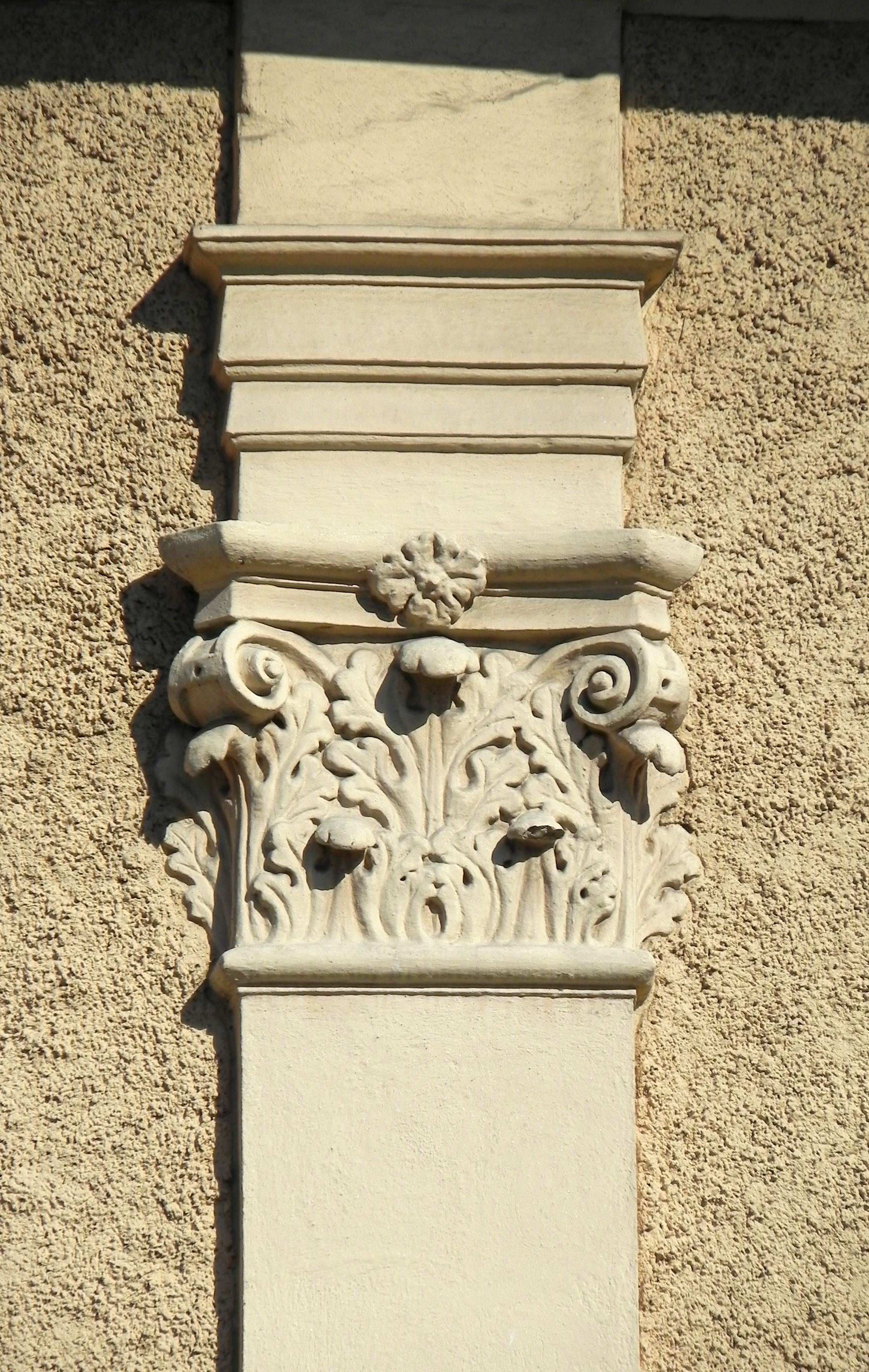
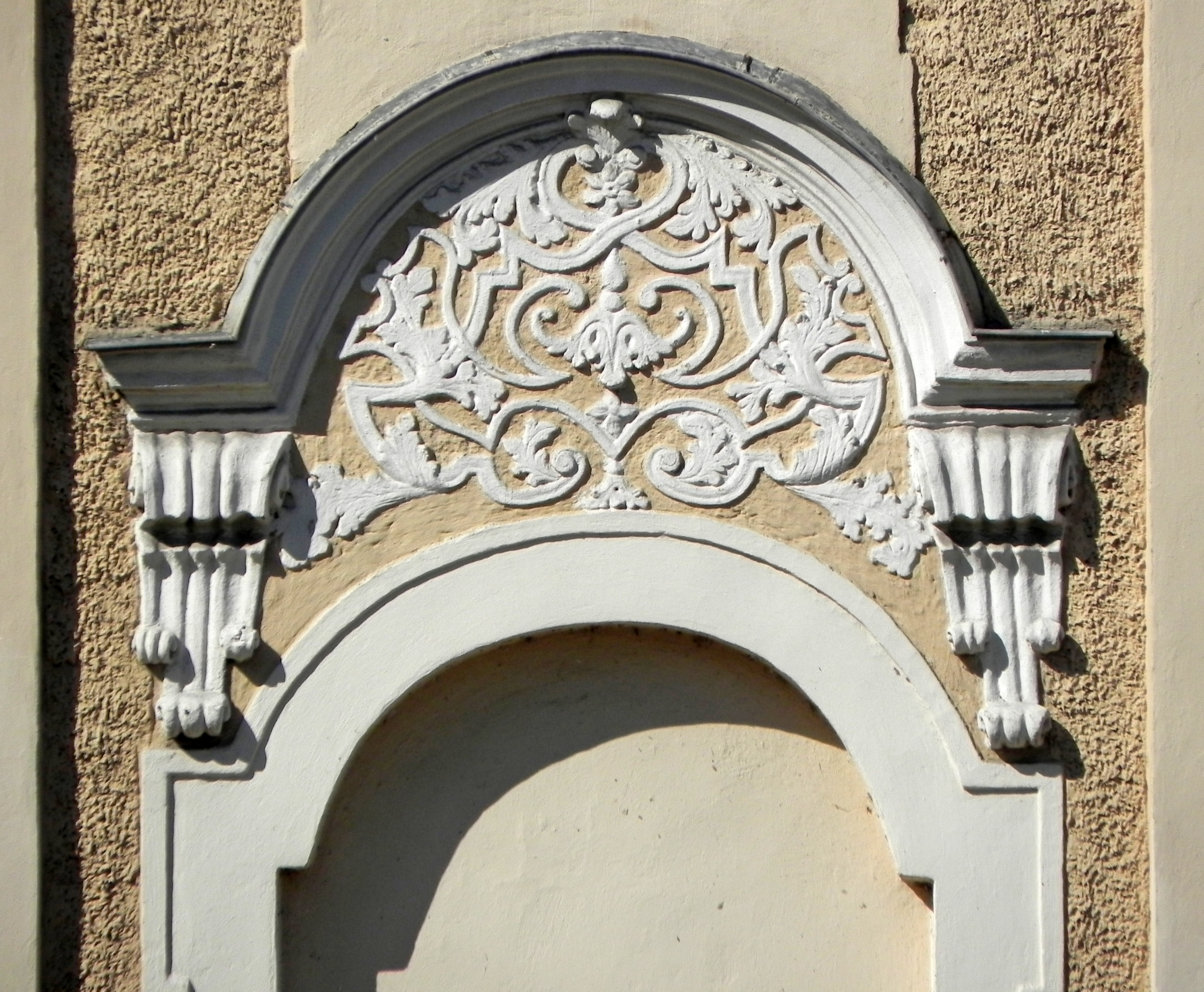
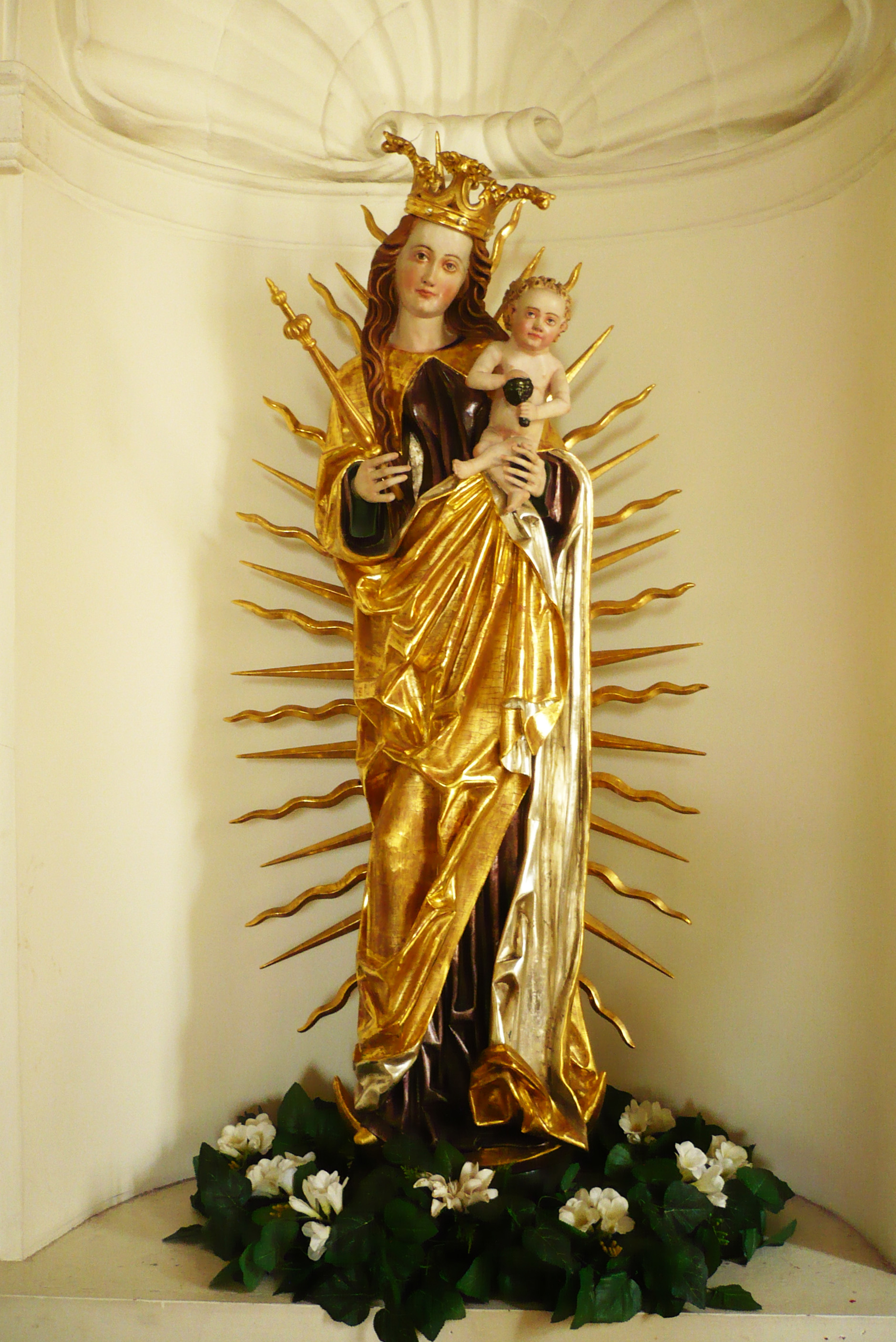
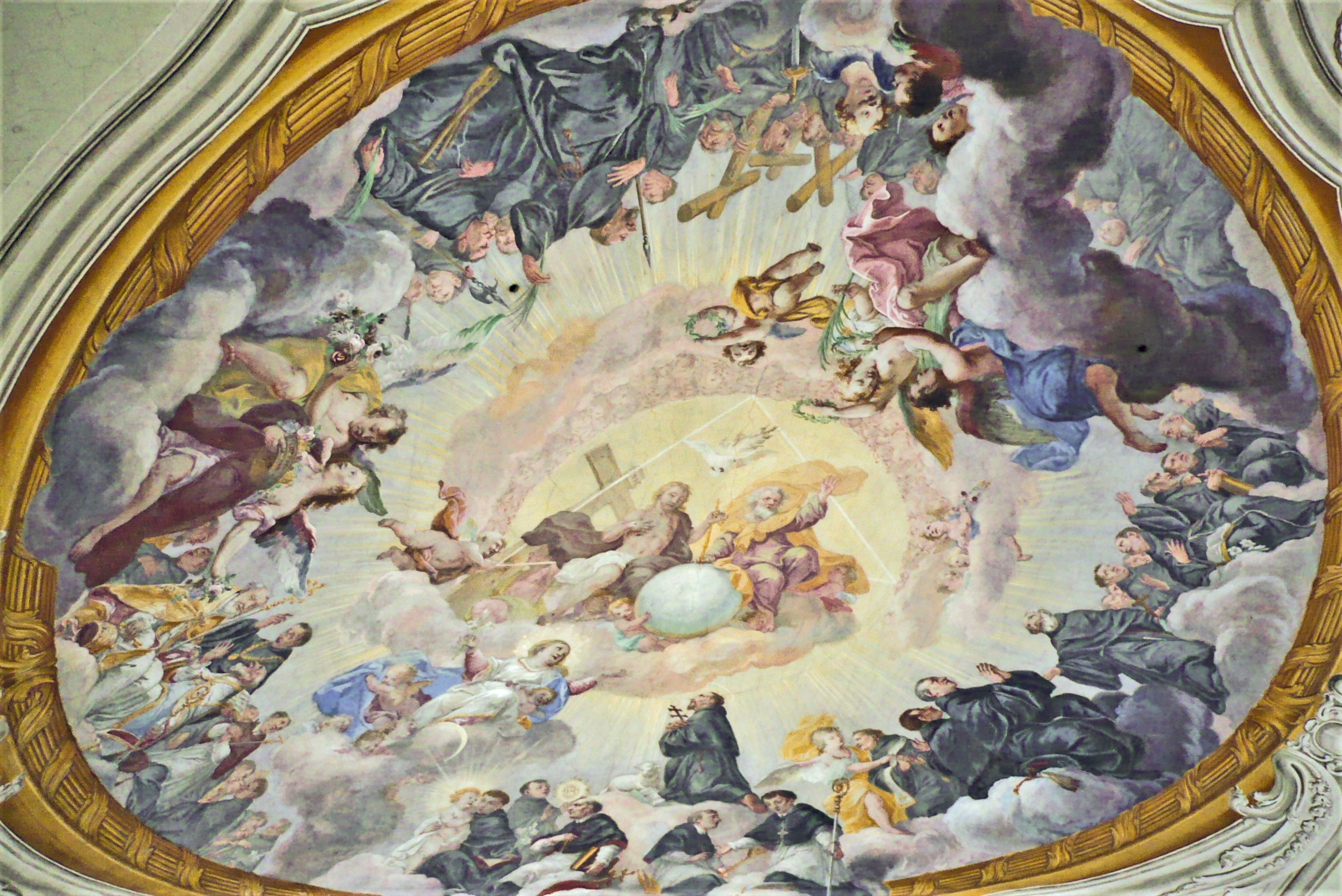
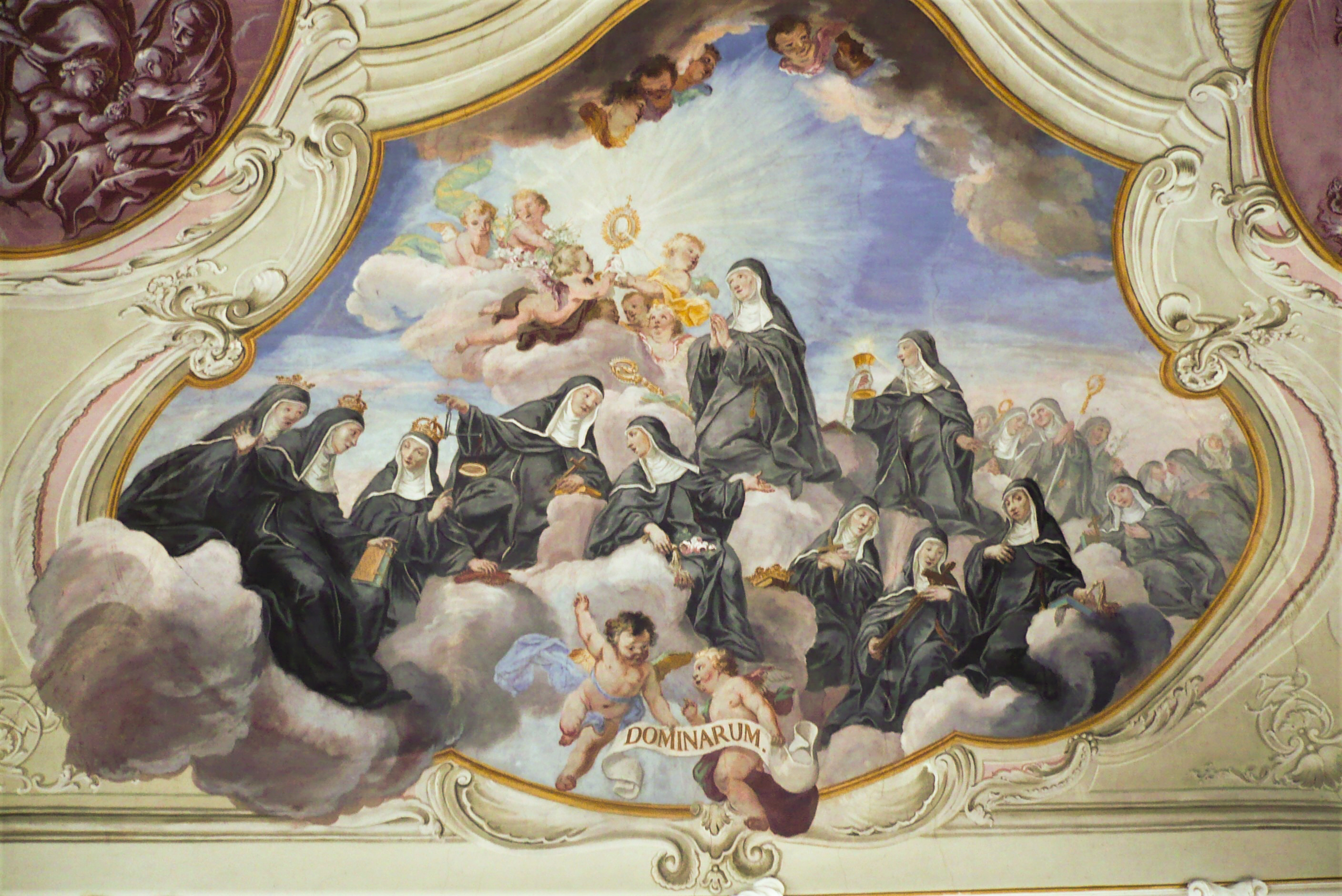
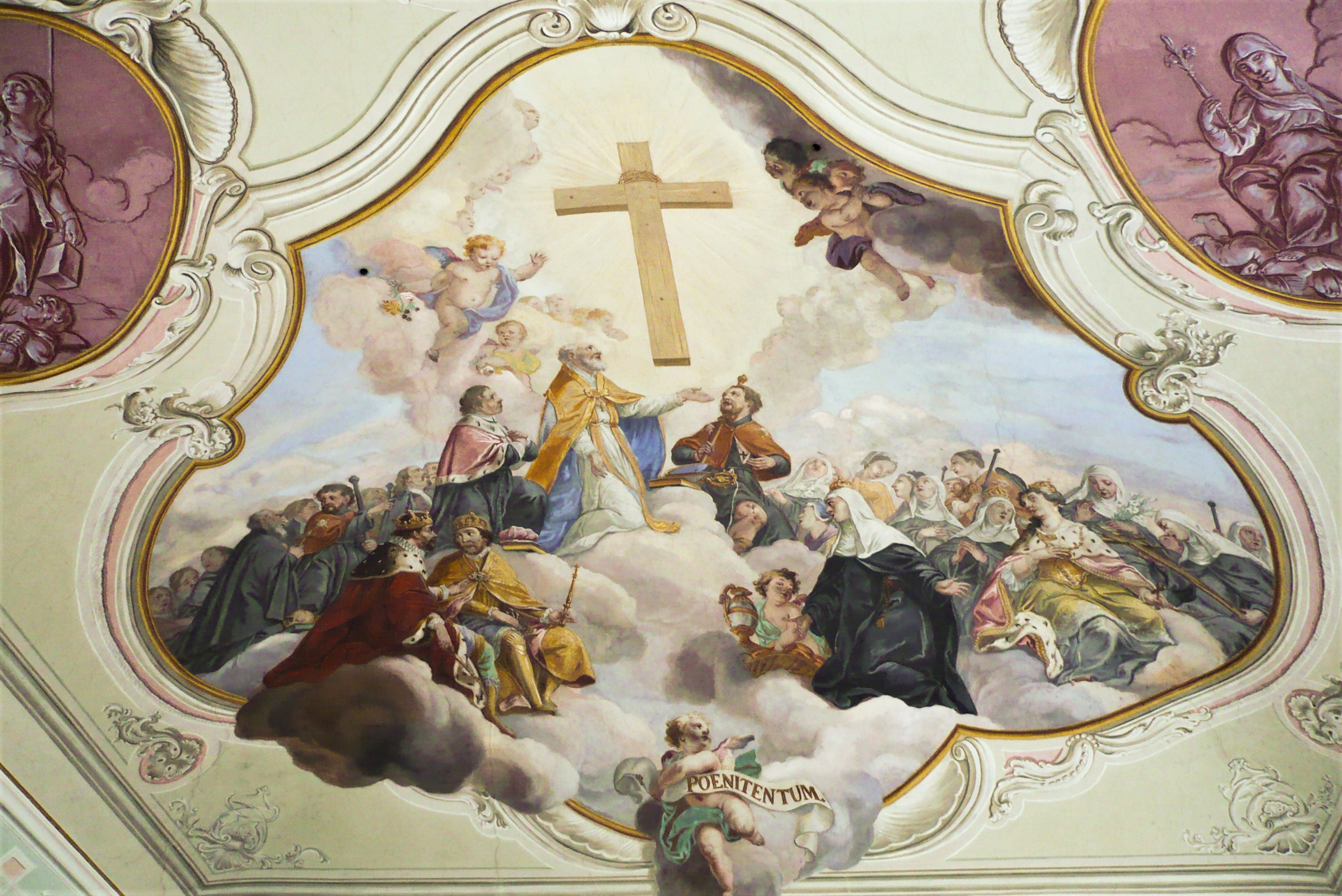
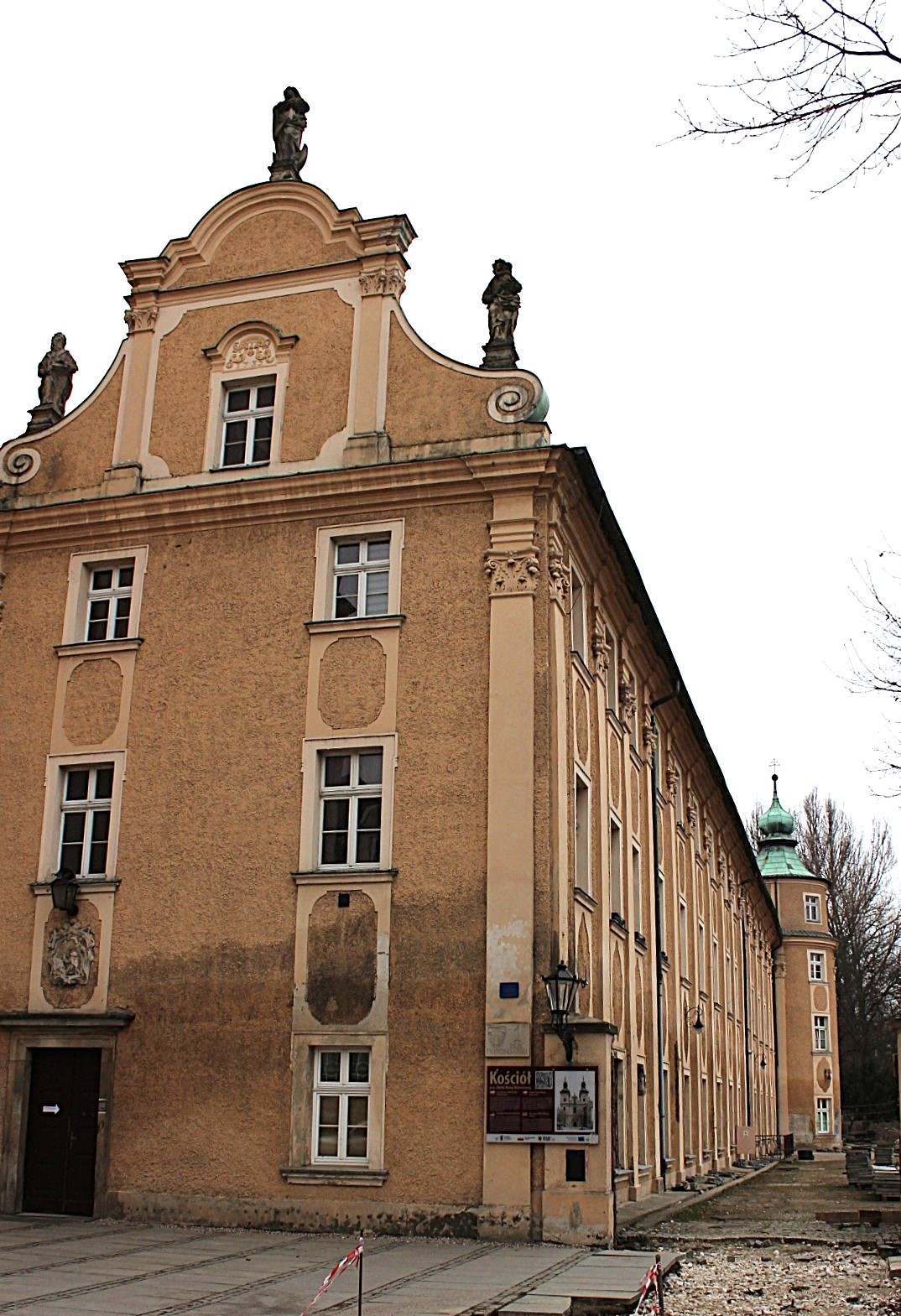
Po powodzi 2024
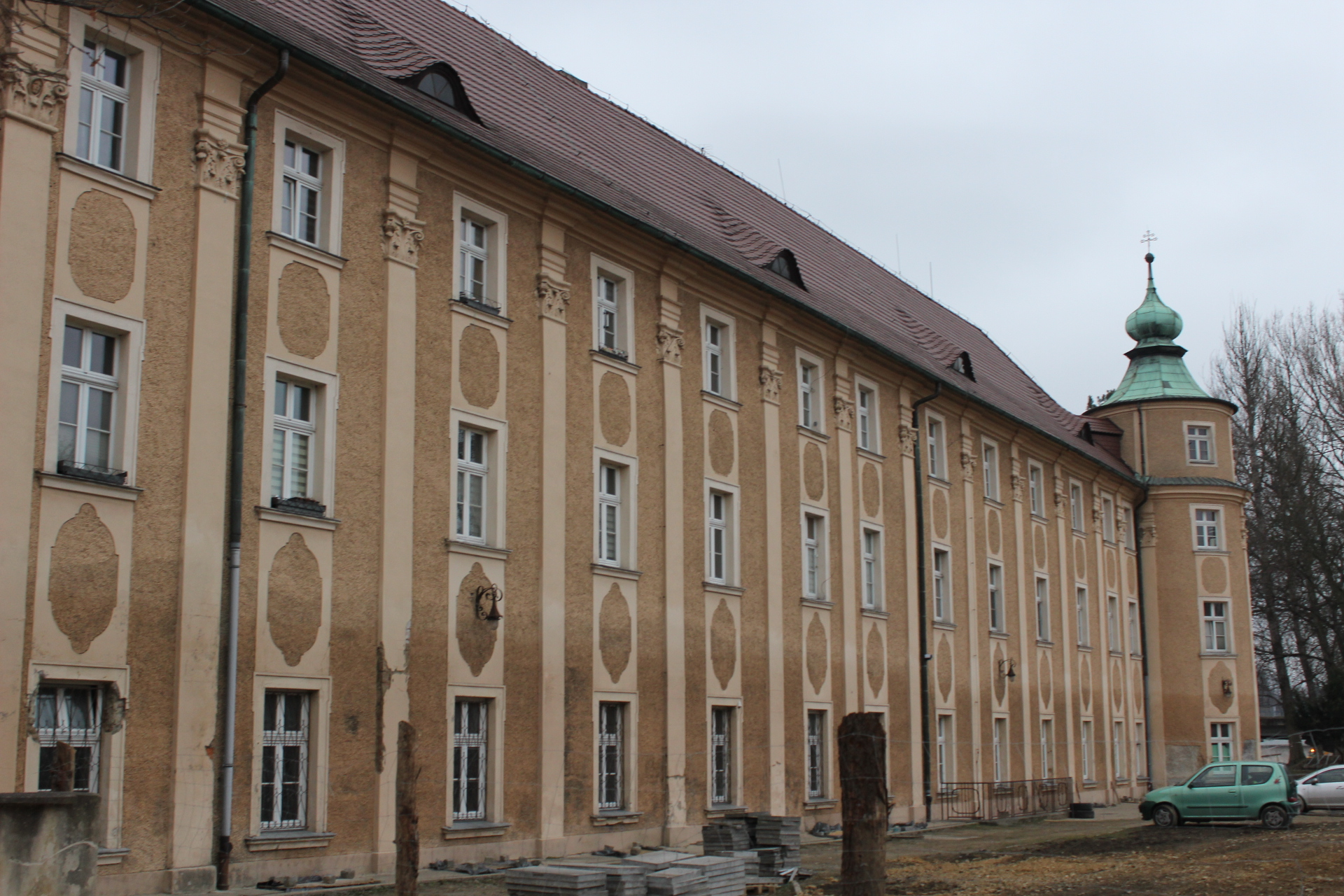
Po powodzi 2024